# Кузьменкове
Кузьме́нкове — село в Україні, в Сумській області, Роменському районі. Населення становить 4 особи. Входить до складу Роменської міської громади. До 2020 орган місцевого самоврядування — Перехрестівська сільська рада.

## Географія
Село Кузьменкове розташоване на автомобільному шляху Т 1913.
На відстані 0.5 км розташоване село Зюзюки та за 1 км — село Кашпури.

## Історія
Село постраждало внаслідок геноциду українського народу, проведеного урядом СРСР 1923—1933 та 1946—1947 роках.
12 червня 2020 року, відповідно до розпорядження Кабінету Міністрів України № 723-р «Про визначення адміністративних центрів та затвердження територій територіальних громад Сумської області», село увійшло до складу Роменської міської громади.
19 липня 2020 року, в результаті адміністративно-територіальної реформи та ліквідації Роменського району(1930—2020), увійшло до складу новоутвореного Роменського району.

## Населення

### Мова
Розподіл населення за рідною мовою за даними перепису 2001 року:
| Мова       | Відсоток |
| ---------- | -------- |
| українська | 75%      |
| російська  | 25%      |